# Pidgin basc-algonquí
El pidgin basc-algonquí o algonquí-basc va ser un pidgin usat per les tribus micmac, montagnais i possiblement alguna altra tribu i pels baleners bascos com a mitjà de comunicació. Més tard, els baleners francesos que anaven a les costes de Terranova i Labrador a la caça de balenes i comerciar amb pells també el van utilitzar.
Els seus vocabularis probablement van ser parcialment micmac-montagnais i basc, tot i que a l'ésser el gascó la llengua de prestigi en el País Basc francès algunes paraules en aquest idioma també es van incorporar a aquest pidgin. Tot i que els bascos es van assentar a la zona en 1527 el pidgin va poder començar a parlar-se cap a 1530 i va tenir la seva edat daurada entre 1580 i 1635.
La seva existència es menciona en diverses fonts contemporànies independents, però tan sols unes poques frases i menys de 30 paraules soltes en basc ens han arribat. A la Histoire de la Nouvelle France (1612) Lescarbot parla de com la gent nativa s'acomodava a ells parlant una llengua que els era més familiar i en què hi havia molt "basc" barrejat.

## Morfologia
Les paraules del pidgin estan formades segons la morfologia basca: gairebé totes acaben en - a. En basc, el sufix - a és l'article definit singular. Un bon exemple d'això és la paraula kapitaina (aparentment prové del francès capitaine) però en francès no apareix la - a al final de la paraula; en canvi, en basc es diu normalment kapitaina ("capità" o "el capità").

## Cites del pidgin
Esteban Garibay, nascut al País Basc, en 1571 va publicar un llibre a Anvers i, per demostrar que el basc no era una llengua difícil d'aprendre, Garibay cita el cas dels indis del Canadà que l'havien après:
| « | ... ja que els mariners de la província de Gipúscoa i del senyoriu de Biscaia i el País dels bascos van cada any a la terra recentment descoberta [Terranova] per pescar i caçar, els salvatges d'aquella regió van aprendre el seu llenguatge càntabre malgrat la breu comunicació, de tan poca durada, que mantenen amb la gent d'aquí un sol cop a l'any, durant un període de menys de tres mesos. I si aquesta gent privada de raó i organització és capaç d'aprendre-, com més fàcilment podria la gent de vida respectable del nostre vell món. | » |

L'historiador de Lezo Lope Martinez de Isasti va escriure el 1625 això sobre la relació amb les poblacions locals:
| « | ... en regió tan remota com Terranova han après els salvatges muntanyencs amb la comunicació que tenen amb els mariners bascos, que van cada any pel peix bacallà, que entre altres coses preguntant-los en basc: nola zaude, com estàs: responen graciosament: Apaizac obeto, els clergues millor: sense saber ells, quina cosa és clerga, sinó per haver-ho sentit. Parlen i tracten amb els nostres, i ajuden a beneficiar el peix a la riba a bescanvi d'algun pa de pessic i sidra que allà no en tenen ells. | » |

També van tenir contacte mitjançant els baleners europeus de la religió cristiana, prova d'això és el que li va dir un micmac a un missioner:
| « | Noukhimami Jesus, ïagoua Khistinohimaonitou Khik hitouina caié Khiteritamouïn. Ca cataouachichien Maria ouccaonia Jesu, cacataouachichien Joseph aïamihitouinan. El meu Senyor Jesús, ensenyeu-me les teves paraules i la teva voluntat! Oh, bona Maria, Mare de Déu! Oh, bon Josep! Pregueu per mi! | » |

Molt pocs comentaris sobre l'ús d'aquest pidgin han arribat fins als nostres dies, dels quals cada testimoni compte amb molt poques paraules esmentades. En 1616 un missioner jesuïta va notar que els amerindis de Port Royal (Nova Escòcia) utilitzaven la paraula <adesquidex> per saludar els francesos. En 1603 un missioner francès establert a Taduzak deia que els amerindis als quals denominaven Montagnais feien ús de la paraula ania per saludar tan sols als francesos, mentre que entre ells utilitzaven la paraula <nichtais>.

## Exemples

### Paraules soltes
A més de les esmentades a continuació també van utilitzar unes poques paraules del francès; garramersies (grand merci, gràcies). Fins i tot del portuguès macharoa (passaro, ocell), chave (saber, saber).
| any         | algonquí (micmac) | basc              | català           |
| ----------- | ----------------- | ----------------- | ---------------- |
| 1603        | matachia          | txanpon           | moneda, ornament |
| 1612        | matachiaz         | txanpon           | moneda, ornament |
| 1613        | souricoua         | zuriko            | blanca (moneda)  |
| 1613        | pilotoua          | gidari            | pilot de vaixell |
| 1616        | adesquidex / s    | adiskide          | amic             |
| 1616        | bascua            | euskaldun         | basc             |
| 1616        | chabaya           | basati            | salvatge         |
| 1618        | atouray           | atorra            | camisa           |
| 1618        | baccalaos         | bakailao          | bacallà          |
| 1618        | Endia             | handi             | gran             |
| 1618        | escorken          | mozkor            | borratxo         |
| 1618        | Canadaquoa        | Kanadakoa         | del Canadà       |
| 1618        | kessona           | gizona            | l'home           |
| 1618        | mercatoria        | merkatari         | comerciant       |
| 1618        | muschkucha        | bizkotx           | pa de pessic     |
| sense dades | anya (montagnais) | anaia             | germà            |
| sense dades | capitaina         | kapitaina         | el capità        |
| sense dades | caracona          | gari ona / ogia   | el pa            |
| sense dades | carcaria / ircay  | irri-karkara      | riallades        |
| sense dades | Castaigne         | gaztaina / magina | la castanya      |
| sense dades | chimonutz         | txima luze        | cabellera        |
| sense dades | echpata           | ezpata            | espasa           |
| sense dades | elege             | errege            | rei              |
| sense dades | Malva             | makila            | bastó            |
| sense dades | maria             | balea             | balena           |
| sense dades | martia            | marta / lepahoria | marta            |
| sense dades | orignak           | oreinak           | els ants         |
| sense dades | tabaguia          | tapakia / aterpea | el refugi        |
| sense dades | barilia           | barrika           | bóta             |

### Frases
- Algonquí-basc => For mi presenta for ju biskusa eta sagarduna.
- Basc => Bizkotxoa eta sagardoa emango dizkizut.
- Català => Et donaré pa de pessic i sidra.

- Algonquino-basc => Bocata * for me attora **.

(* bocata / bucata significa bugada de la roba en basc, i ** atorra significa camisa).
- Basc => Ikuz iezadazu atorra.

(Ikuz és rentar; Ikus és veure)
- Català => Renta la meva camisa.

(No 'mira la meva camisa')
- Algonquí-basc => Ania, kir capitana?
- Basc => Anaia, kapitana al zara?
- Català => ¿Germà, ets el capità?

- Algonquí-basc => Ania capitana ouias amiscou.
- Basc => Anaia, kapitana kastor haragia.
- Català => Germà, capità carn de castor.
- Anglès => Brother captain beaver 's meat.

- Algonquí-basc => Endia chave Normandia.
- Basc => Frantsesek gauza asko dakite.
- Català => Els francesos saben moltes coses.

- Algonquí-basc => Gara gara ender-quir gara gara.
- Basc => Gerra izango dugu.
- Català => Tindrem guerra si seguim així.

- Algonquí-basc => Nola zaude? Apezak obeto.
- Basc => Nola zaude? Apaizak hobeto.
- Català => Com estàs? Els capellans millor.

- Algonquí-basc => Maloes mercatora.
- Basc => Malo Deunakoak merkatari bidegabekoak dira.
- Català => Els de St. Malo són comerciants injustos.

## Influència en la toponímia de la zona
Llista de topònims als quals va donar lloc el pidgin algonquí-basc, bé directament o per la presència dels micmac (que parlaven aquest pidgin) en aquests llocs com a guies de les diferents expedicions d'europeus. Encara que existeixen molts altres topònims que tenen arrels d'aquest pidgin només s'han assenyalat els més obvis a manera d'exemple.
- Exafaud-aux-basqes
- Todoussac
- Les esquomins
- Anse-aux-basques
- Cicchedec
- Port-au-chois (Portutxoa)
- Port-à-port (Opor-portu)
- Per-aux-basques
- Plazentzia
- Baratxoa
- Baye de Bizkaye
- Uli-Zulo
- Burua-Aundi
- Etxalde-portu
- Igarnatxoa
- Anton portu
- Barba Zulo
- Lobeeta
- Samaded
- Fortea Bay Blanc Sdelon
- L'échourie (Urdazuri)
- Barachois (Barratxoa)
- Île aux Basques

Un altre possible topònim relacionat amb el basc seria "Ochelaga". Així denominaven els indis fures a Mont-real. Alguns experts han descrit "Ochelaga" com a exemple de la relació entre els bascos i els amerindis, ja que "-laga" pot ser un sufix basc.

## L'algonquí-basc en temps recents
Aquest pidgin seguia en ús en 1710 ja que hi ha un document citat per Peter Bakker que afirma que els indis de l'oest del Canadà usaven "una espèce de langue franque, composée de basque et deux autres languages sauvages".
Alguns noms de tribus veïnes procedeixen del pidgin micmac-basc. D'altra banda paraules micmac actuals són préstecs del basc. Com per exemple atlei 'camisa' (al micmac de segle XVII, atouray) del basc atorra, elegewit, 'rei', del basc errege i Plansia, 'França', del basc Prantzia.